# Й

Й в старославянском шрифте, кратка изображена в виде тильды, как в староболгарском алфавите

Й, й (и кра́ткое, и неслогово́е) — буква большинства славянских кириллических алфавитов (10-я в болгарском, 11-я в русском и белорусском, 14-я в украинском). В глаголице отсутствует. В кириллических алфавитах сербского и македонского языков отсутствует, вместо неё используется буква Ј. Буква Й также входит в алфавиты на кириллической основе для многих неславянских языков. Й состоит из буквы И и диакритического знака «кратка» (˘).

## Произношение
Буква Й обозначает палатальный аппроксимант [j] (так называемое «и неслоговое») и близкий к нему звонкий палатальный фрикативный согласный [ʝ] (перед ударным гласным). В украинском и болгарском языках сочетание йо используется в начале слов и после гласных вместо отсутствующей в них буквы Ё. В русском языке это сочетание, так же как и сочетание й с другими отображающими гласные буквами, используется при записи заимствованных слов. Некоторое время (с введения наркомовки в 1933 году до изменения правил белорусской орфографии в 2008 году) это было верно и для белорусского языка, однако ныне йотированные гласные вытеснили такое её употребление и, например, Нью-Йорк пишется как Нью-Ёрк.

## История
Знак Й происходит из церковнославянской письменности XV—XVI веков, представляя собой сочетание буквы И и заимствованного из греческой письменности знака краткости — бреве, однако несколько видоизменённого. Строгое фонетическое разграничение начертаний И и Й возникло в печати начала XVII века; в ходе «книжной справы» времён патриарха Никона оно перешло в московские издания церковнославянских книг (вторая половина того же века) и используется поныне.
При введении гражданского шрифта в 1707—1711 гг. были отменены все надстрочные знаки, то есть особый символ Й исчез. Он был восстановлен в 1735 году (часто эту дату указывают как дату возникновения буквы Й), но формально отдельной буквой не считался: не включался в перечень букв азбуки, не имел порядкового номера, в словарях объединялся с И и т. п. Официально буквой алфавита Й стало только в XX веке, хотя некоторое «ущемление в правах» сохраняется поныне: если пункты перечисления чего-либо обозначаются русскими буквами, то й (как и ё, ъ, ь) при этом пропускается.
В XVIII—XIX веках по образцу русского гражданского шрифта буква Й вошла в гражданские шрифты болгарского, украинского и белорусского языков. До середины XIX века буква Й использовалась и в сербской письменности, но затем была заменена латинской буквой Ј, которая была унаследована и македонской письменностью.
Первоначальным названием знака Й было «„и“ с краткой» (по значку «кратка» над буквой). По предложению Я. К. Грота с конца XIX века стало использоваться название «„и“ краткое». В украинском языке употребляется также название «йот».

## И с бреве

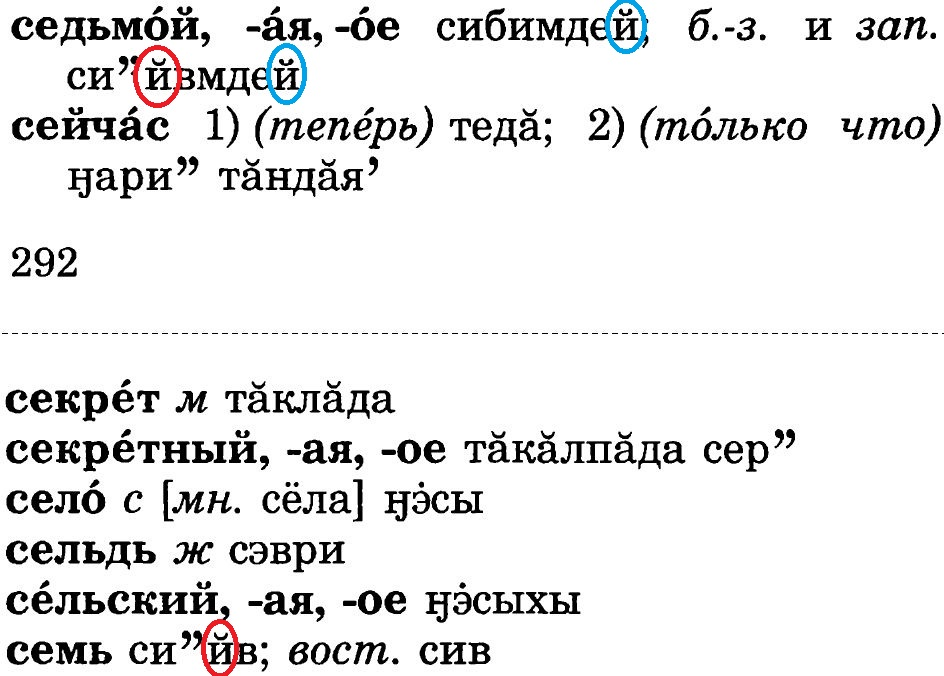
Контрастное использование кириллического (выделено синим) и латинского (выделено красным) бреве над и в ненецко-русском словаре

В некоторых словарях ненецкого языка параллельно с Й (и краткое), обозначающей согласный [j], используется И͏̆ (и с бреве), обозначающая краткий гласный [ĭ].
В Юникоде «Й» и сочетание «И + комбинирующее бреве» канонически эквивалентны, то есть должны показываться одинаково. Чтобы получить начертание, отличающееся от обычного «Й», можно добавить между «И» и диакритикой дополнительный невидимый символ «combining grapheme joiner» (0x034F), однако результат зависит от конкретного шрифта.